# 顾汝章

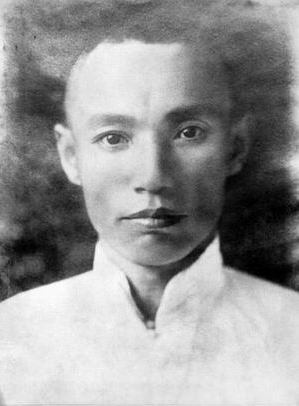
顾汝章

顾汝章（1894年—1952年），出生于江蘇省阜寧，近代中国著名武术家。

## 生平
顾汝章1894年出生于江苏阜宁，其父亲为顾利之。他自幼随父习武，后去山东随严蕴齐学习少林拳和铁砂掌达10余年，精诸般武艺及汽车过腹、铁锤贯顶等硬功绝技，尤精少林铁砂掌，曾一掌击碎13块叠在一起的砖，也曾一掌击碎一隻俄國受過訓練马的背脊，傷後隔日不食而毙，故有“铁砂掌顾汝章”之称。1938年抗日戰爭期間，顾汝章迁往贵阳市，自此一直在华南地区传授武术。1952年在贵阳去世，死时身無餘財，家無長物。

## 师徒传承
顾汝章在廣州授徒無數，有弟子馬劍風、嚴尚武、龍子祥等三人均在香港設館授徒、傳授顧汝章太極拳、太乙劍、提攔槍、十路少林拳，又十路少林拳的精髓而成的十八手等等。徒孫在美洲（加拿大的馬舜賢、美國的黃澤民、巴西的陳國偉）發揚光大。